# Джеймс Тайлър Кент
Вижте пояснителната страница за други личности с името Кент.
Д-р Джеймс Тайлър Кент (James Tyler Kent) (1849 – 1916) e американски хомеопат, с голямо значение за хомеопатията. Кент изпробва много нови лекарства, които не са били разглеждани от Самюел Ханеман, за първи път употребява високо потенцирани лекарства и през 1897 публикува хомеопатичен реперториум, върху който са базирани практиките на цялата модерна хомеопатия.
Завършва бакалавърска степен по философия през 1868 г. и магистърска степен по изкуства през 1870 г. в университета Мадисън, Хамилтън, Ню Йорк. През 1873 г. придобива докторска степен по медицина в Еклектическия медицински институт в Синсинати, Охайо.
Освен реперториума, други негови книги са Лекции по хомеопатична Материя Медика и Лекции по философия на хомеопатията.
Кент продължава работата на Ханеман. Неговият интерес към хомеопатията възниква след тежко заболяване на жена му. Мястото на Кент като професор по анатомия в американския медицински колеж Сейнт Луиз, му дава възможността да наблюдава в детайли ефектите на лечебните субстанции. Така изследванията на Кент върху хомеопатията се превръщат в работата на живота му. Той въвежда около 650 нови хомеопатични лекарства, наблюдавайки над 64 хил. симптома. Днес реперториумът, наречен на негово име – Реперториум на Кент, е най-използваният в хомеопатията и е основна база на по-новите реперториуми, като Синтезис.